# 2993 Венді
2993 Венді (2993 Wendy) — астероїд головного поясу, відкритий 4 серпня 1970 року.
Тіссеранів параметр щодо Юпітера — 3,363.